# Lucio Mazzi
Lucio Mazzi (Bologna, 11 aprile 1957) è un giornalista, critico musicale e saggista italiano.

## Biografia
Debutta nel 1979 come critico musicale di testate minori arrivando poi a collaborare con diversi quotidiani: Il Resto del Carlino, la Gazzetta di Modena, L'Arena di Verona, fino ad approdare nel 2001 al quotidiano RCS City dove è rimasto prima come collaboratore, quindi come redattore, infine come responsabile della redazione di Bologna, fino alla chiusura della testata avvenuta nel febbraio del 2012.
Negli anni ha lavorato per diverse riviste (Ciao 2001, Blue, Amica, Music, Tutto, Cioè, Tribe, Musica Insieme, Musica Leggera, Vinile, Classic Rock, ecc.), e ha pubblicato diversi libri di carattere musicale e non.
Tra i primi, alcuni dedicati alla musica della propria città ("Bologna la rock", "Largo all'avanguardia", "Per quelli come noi"), la biografia ufficiale autorizzata di Enrico Ruggeri "Beneficio d'inventario", l'opera in fascicoli De Agostini "Italia in musica", l'enciclopedia della disco music "Disco Story", "Fantasia", corso di educazione musicale per le scuole medie, il testo di storia della musica del '900 "Il racconto della musica 2-dalla dodecafonia a Vasco Rossi", le biografie di Led Zeppelin, U2, Pink Floyd, Lucio Battisti, Beatles e Bruce Springsteen, "Musica per...", storia delle musiche per il cinema, per il teatro, per la televisione, per la pubblicità, per la liturgia, per la musicoterapia e per i videogames, "Almanacco del Festival di Sanremo" uscito nel 2019 e ripubblicato aggiornato nel 2024 in occasione della 75a edizione del Festival,  e, in collaborazione con Red Ronnie, le opere in fascicoli "Quei romantici scatenati anni 50" e "Video-corso di chitarra" (Fabbri editore). 
Di argomento extramusicale ha pubblicato la prima traduzione in metrica e rima del poema di Lewis Carroll "La caccia allo Snark"  e quella dell'Antologia di Spoon River di Edgar Lee Masters, nonché diversi testi scolastici: tra cui un'edizione critica con analisi del testo de I promessi sposi di Alessandro Manzoni da cui ha preso spunto per la scrittura di "Le promesse spese", sequel del romanzo in rigorosa lingua manzoniana pubblicato nel 2025.  Con il disegnatore Dino Buffagni ha pubblicato due libri per ragazzi: "Il ghioro e il frescaccino" e "Un tesoro per Sofia" .
Inoltre ha diretto diverse testate musicali e non ("Dippiù musica", "Dippiù poster", "Oltre", "deLuxe") e ha partecipato come esperto musicale e consulente a programmi di Rai 1 ("Ciao Italia", 1992 e "Mi ritorni in mente", 1994), LA7 ("Trend", 2002) e Sky ("Muse inquietanti" 2016/17/18, "Inseparabili" 2019), nell 2000 ha iniziato un'attività radiofonica che da allora l'ha portato a ideare condurre programmi musicali su varie emittenti (Radio Padova, Easy Network, Radio Città Fujiko, London One Radio (Londra, UK) e altre).

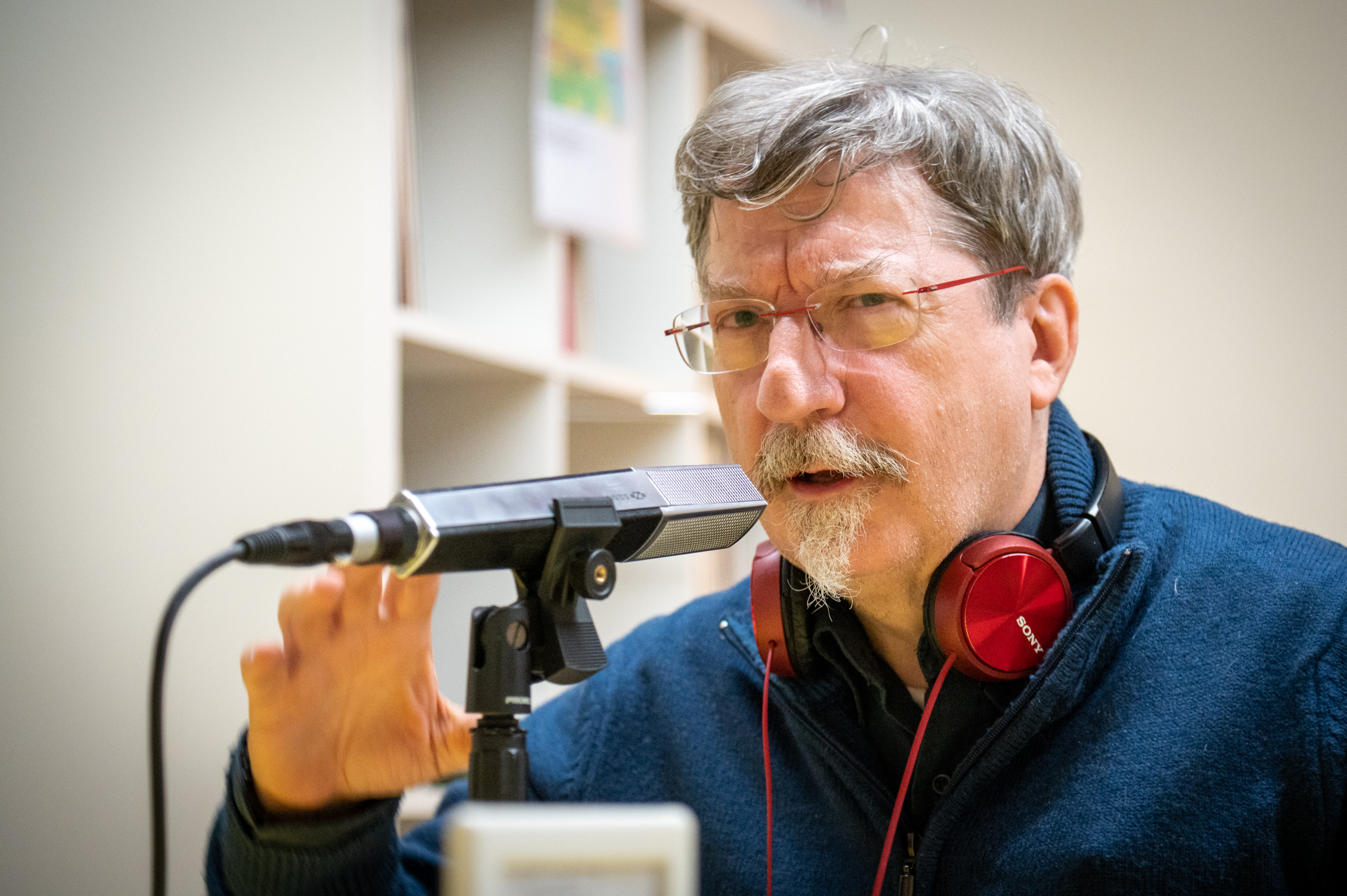
Lucio Mazzi on line

Dal 2009 al 2013 è stato docente di Storia della Musica applicata nel Corso sperimentale di II livello di Musica Applicata presso il Conservatorio Girolamo Frescobaldi di Ferrara. Dal gennaio 2021 tiene corsi di argomento musicale presso Università Primo Levi di Bologna e Università Aperta di Imola. Attualmente è docente di "Forme, sistemi e linguaggi della musica pop e rock" presso il Conservatorio Giovanni Battista Martini di Bologna incarico già ricoperto nell'A.A. 2019/2020 e tiente conferenze di argomento musicale per varie istituzioni e organizzazioni.